# Roger Kellaway

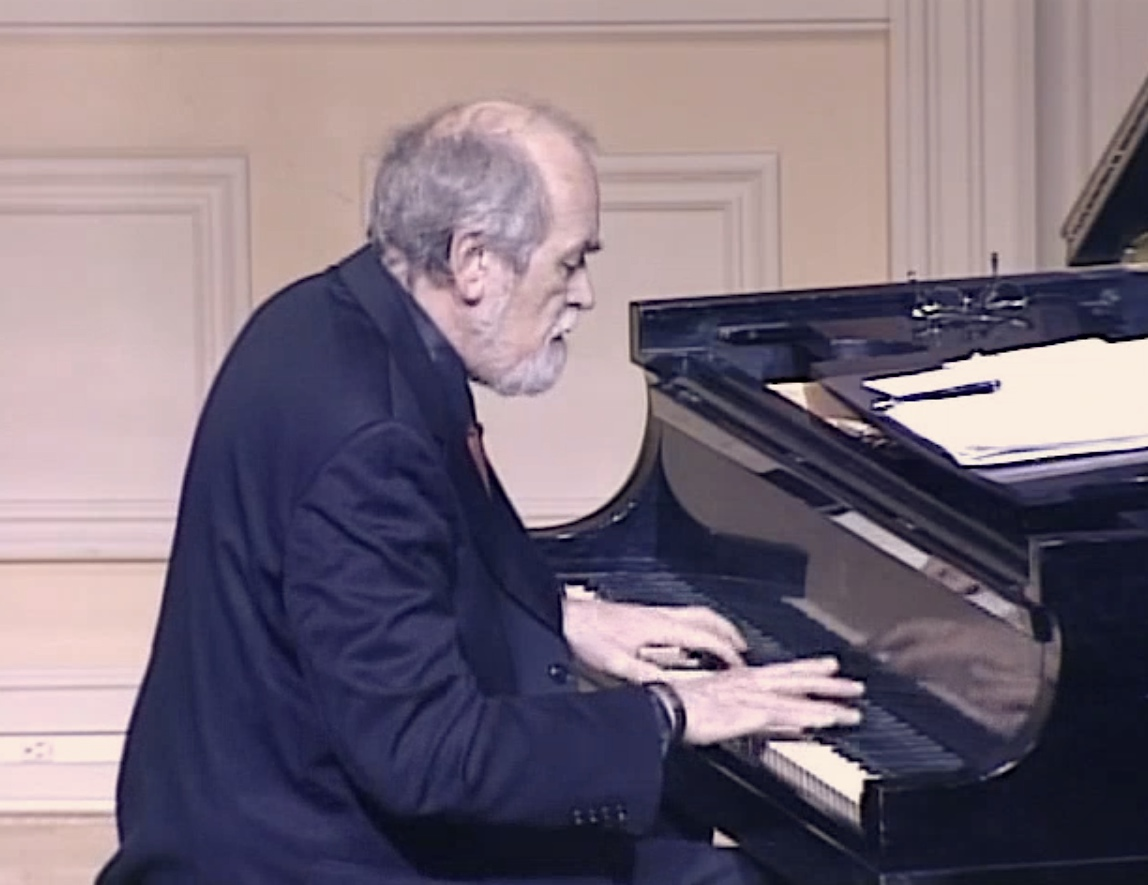

Roger Kellaway (* 1. November 1939 in Waban, Massachusetts) ist ein US-amerikanischer Jazz-Pianist, -Komponist und -Produzent.

## Leben und Wirken
Roger Kellaway studierte in den späten 1950er Jahren am New England Conservatory, verbrachte die frühen 1960er Jahre in New York, spielte Klavier bei Kai Winding, Al Cohn und Zoot Sims sowie ab 1964 regelmäßig in der Clark-Terry/Bob-Brookmeyer-Band. 1966 ging Kellaway nach Kalifornien, spielte in der Big Band von Don Ellis und nahm das Soloalbum Stride! auf. Nun wurde er auch als Komponist von Werken in der Third-Stream-Richtung tätig, schrieb mehrere Stücke für Cello-Quartett und großes Orchester unter anderem für das George Balanchines New York City Ballet.
Neben Tätigkeiten für TV und Film nahm Kellaway Platten mit Ruby Braff, Kenny Burrell, Tony Coe (British-American Blue), Maynard Ferguson, Stan Getz, Gerry Mulligan, Carmen McRae, Wes Montgomery, Art Pepper, Sonny Rollins, Charlie Mariano, Oliver Nelson, Zoot Sims, Dick Sudhalter, Mads Vinding, Putte Wickman und anderen auf.

## Auswahldiskographie
- A Jazz Portrait Of Roger Kellaway (Regina/Fresh Sound Records, 1963)
- The Roger Kellaway Trio (Prestige/OJC, 1965)
- Fifty Fifty (Stash Records, 1987) mit Red Mitchell
- Alone Together (Dragon, 1988) mit Red Mitchell
- Live At Mayback Recital Hall – Vol. 11 (Concord, 1991)
- That Was That (Dragon, 1991) mit Jan Allan
- Roger Kellaway Meets the Duo: Gene Bertoncini and Michael Moore (Chiaroscuro, 1992)
- Life’s A Take (Concord, 1992) mit Red Mitchell
- Inside & Out (Concord, 1995) mit Ruby Braff
- Live at the Jazz Standard (2008)
- Live at the Library Of Congress (IPO, 2011), mit Eddie Daniels
- Duke at the Roadhouse: Live in Santa Fe (IPO, 2013), mit Eddie Daniels
- Eddie Daniels & Roger Kellaway: Just Friends: Live at the Village Vanguard (Resonance, 1988, ed. 2017), mit Buster Williams,  Al Foster
- Live at Mezzrow (Cellar Music, 2024), mit Jay Leonhart, Dennis Mackrel, sowie Roni Ben-Hur

## Lexikalischer Eintrag
- Martin Kunzler: Jazz-Lexikon. Rowohlt, Reinbek 1988, ISBN 3-499-16316-0.
- Richard Cook, Brian Morton: The Penguin Guide of Jazz on CD. 6. Auflage. Penguin, London 2002, ISBN 0-14-051521-6.